# De Hongerige Wolven
De Hongerige Wolven is een Nederlandse webserie die op het YouTube kanaal van StukTV werd uitgezonden. De presentatie van het programma was in handen van Giel de Winter, Thomas van der Vlugt en Stefan Jurriens.

## Doel
In De Hongerige Wolven strijden 9 kandidaten tegen elkaar om de titel 'Alfa Wolf'. Iedere kandidaat is een bepaald geldbedrag waard, en de persoon die aan het eind van elke aflevering het minste waard is, moet het spel verlaten. De persoon die aan het einde van het seizoen het meeste waard is, mag dat bedrag mee naar huis nemen, en wordt gekroond tot 'Alfa Wolf'.

## Algemene spelregels
Het doel van het spel is om aan het eind van de aflevering niet het minste waard te zijn. De kandidaten van het spel kunnen geld verdienen door te schieten op andere wolven met wapens en door voedsel te verzamelen. Als een kandidaat wordt geraakt, dan krijgt de schutter 50 euro van die kandidaat. Later werd dit 100, en nog later 200 euro per schot. Een kandidaat mag één keer door dezelfde speler geraakt worden, daarna moet diegene op zoek naar een andere prooi. De stukken vlees zijn verschillende bedragen waard. Er mag slechts één stuk vlees gepakt worden. 
Gedurende de aflevering wordt het speelveld steeds kleiner. Als een kandidaat zich buiten het territorium bevindt, verliest die één euro per seconde totdat hij zich weer terug in het territorium begeeft. 
Er zijn verschillende hulpmiddelen in het territorium te vinden om de kandidaten te helpen. Kandidaten kunnen 'Kracht', 'Zicht', en 'Bescherming' verzamelen. 'Kracht' houdt in dat ieder schot twee keer zoveel waard wordt en kan bemachtigd worden door een krachtketting te verzamelen. 'Zicht' houdt in dat een kandidaat voor dertig minuten de locatie van iedere kandidaat kan zien, en kan zien wie de Alfa wolf is. Zicht krijgt men wanneer men in het midden van het territorium op de gong slaat. 'Bescherming' houdt in dat er bij elk schot op deze kandidaat slechts de helft van de waarde wordt verkregen. Dit kan bemachtigd worden bij het beschermingspunt. Aan het begin van de aflevering moeten de wolven een rugzak pakken waar eten en drinken in zit, maar ook mogelijk geld of een activatie voor het wapen. Dat wordt dan na vijf minuten geactiveerd en hoeft de kandidaat niet naar de rand van het territorium. De rest moet dit wel. Kracht en bescherming gelden vor de hele aflevering.
Iedere aflevering komt Thomas van der Vlugt één of meerdere keren in het speelveld, met een prijs voor degene die voor het eerste bij hem aankomt. Dit kan een wolventand of een groot geldbedrag zijn. Op de mobiel aan het wapen staat er dan een vraagteken op de locatie waar Thomas zich bevindt. Ook horen de kandidaten het als Thomas online gaat.

## Seizoenen

### Seizoen 1 (2019)
Seizoen 1 van De Hongerige Wolven begon op 4 mei 2019 en is opgenomen in maart 2019.
| Nr. | Deelnemer          | Afl. 1  | Afl. 2  | Afl. 3  | Afl. 4  | Afl. 5  | Afl. 6  | Afl. 7  | Afl. 8  | Opmerking           |
| --- | ------------------ | ------- | ------- | ------- | ------- | ------- | ------- | ------- | ------- | ------------------- |
| 1   | Lotte Boersma      | € 1.360 | € 1.610 | € 1.485 | € 1.321 | € 1.921 | € 2.321 | € 3.111 | € 4.611 | Winnaar 2019        |
| 2   | Jesse Brugman      | € 1.350 | € 1.450 | € 1.650 | € 1.850 | € 2.021 | € 2.621 | € 4.421 | € 4.921 | Verliezend Finalist |
| 3   | Rene Frinks        | € 1.225 | € 1.125 | € 1.300 | € 1.850 | € 2.300 | € 3.554 | € 4.954 | € 4.954 | Verliezend Finalist |
| 4   | Laurie Scheerder   | € 1.000 | € 1.150 | € 1.300 | € 1.588 | € 1.788 | € 1.688 | € 1.638 |         | Afvaller 6          |
| 5   | Wouter Oosterwijk  | € 1.125 | € 1.175 | € 1.400 | € 1.550 | € 1.250 | € 1.350 |         |         | Afvaller 5          |
| 6   | Beaudine Borggreve | € 1.300 | € 1.400 | € 1.100 | € 1.523 | € 888   |         |         |         | Afvaller 4          |
| 7   | Andu Vollema       | € 850   | € 1.250 | € 1.350 | € 990   |         |         |         |         | Afvaller 3          |
| 8   | Danny Diëgo        | € 950   | € 1.050 | € 1.225 |         |         |         |         |         | Afvaller 2          |
| 9   | Ard                | € 1.025 | € 375   |         |         |         |         |         |         | Afvaller 1          |

 Kandidaat moest deze aflevering het spel verlaten.
 Kandidaat uit het spel.
 Kandidaat is nog in het spel.
 Kandidaat heeft een wolventand ingezet.
 Kandidaat was deze aflevering de Alfa Wolf